# Вулиця Університетська (Слов'янськ)
Університетська вулиця (колишня Миколаївська вул., Дворянська вул., вул. Гоголя (до 1924), Леніна (1924 р - 11 жовтень 2015 р.) — центральна вулиця в Слов'янську. Знаходиться в ареалі Старого Міста. Одна з найстаріших вулиць міста.
Прилучаються вулиці Сергія Корольова, Університетський провулок, Тараса Шевченка; перехрестя утворює з Вчительською, Поштовою, Василівською.

## Назва

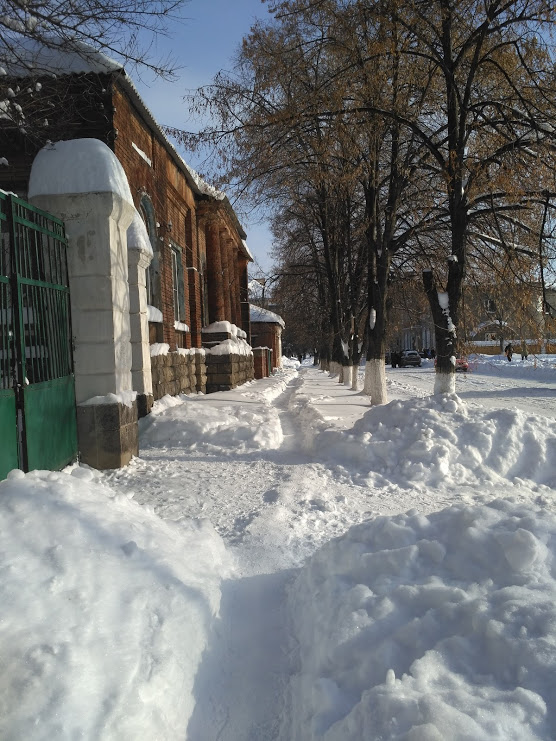
Вигляд на вулицю взимку

Перша назва — Миколаївська, на честь тогочасного правителя Російської імперії Миколи І.
Потім, у середині ХІХ століття, її перейменували у Дворянську. Хоча деякі дослідники стверджують, що вулиця була Дров'янська, та називалася на честь Дров'яної площі, що знаходиться поряд. 
Наприкінці ХІХ століття вулицю перейменували на Гоголівську, на честь українського письменника Миколи Гоголя.
Назва трималася до 1924 року, з 1924 року — вулиця Леніна.
У 2015 році вулиця Леніна стала Університетською, бо за адресою № 12 знаходиться пам'ятка архітектури — будівля жіночої гімназії (зараз Донбаський державний педагогічний університет).

## Забудова

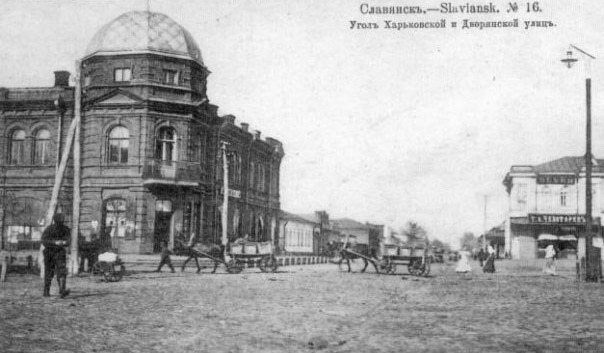
Вид на вулицю Дворянську у ХІХ столітті.

Вулиця починається від перехрестя з вулицею Торською, а закінчується стиком з Шовковичною та Банківською. Нумерація будинків ведеться від вулиці Торської: північна сторона вулиці парна, південна - непарна. Забудова вулиці розпочалася у 30-і роки ХІХ століття. 
У 1850-х роках вулиця стала брукована, на ній почали з'являтися не тільки житлові будинки, а й заклади розваг — кінотеатр «Модерн», торговельні ряди, крамниці, лікарні, друкарні, публічні будівлі тощо. Забудова закінчилася у 1912 році будівництвом Дому Купецьких зібрань. 
У радянські часи вулиця піддалася повній реконструкції — вона стала асфальтованою, значна частина старовинних купецьких особняків забудована п'ятиповерхівками, хоча напрям, розмір та ширина залишилися незмінними.

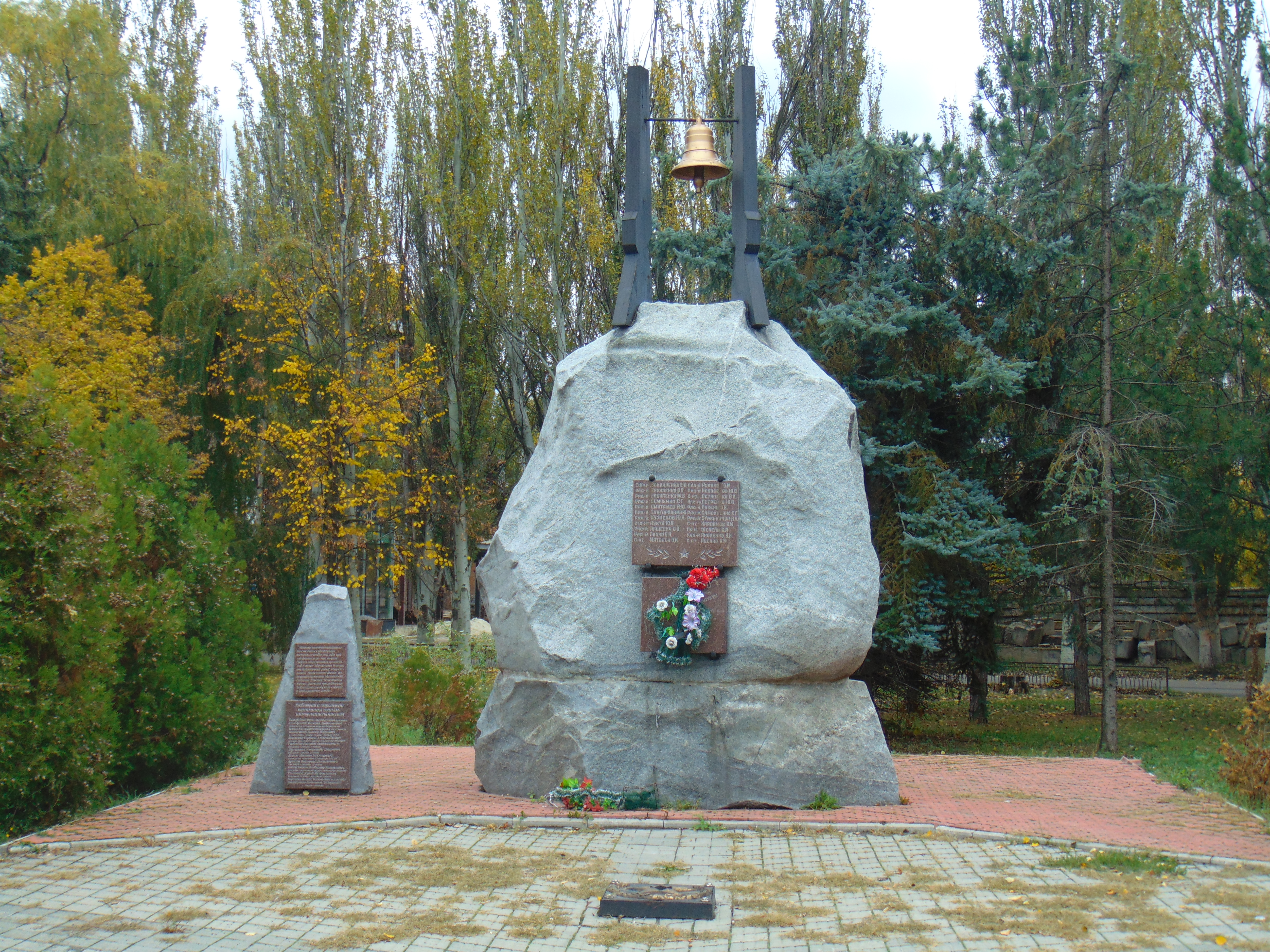
Пам'ятник на Соборній площі

### Пам'ятки містобудування
- № 7 — житловий будинок, зведений у 1930-х роках у стилі міжвоєнний модернізм. 3 поверхи. У майбутньому стане пам'яткою архітектури міста, зараз на розгляді.

- № 9 — пам'ятка архітектури міста № 9. Особняк середини ХІХ століття, що спочатку належав міському лікареві Титову. Є легенда, що дружина купця Язикова зраджувала з Титовим своєму чоловікові. Коли Язиков "застукав" дружину за зрадою, то був дуже розлючений і хотів побити Титова. Проте лікар пообіцяв подарувати Язикову цей особняк. Так, за легендою, новим власником став купець Язиков. Зараз тут житловий будинок.
- № 12 — пам'ятка архітектури міста № 8. Будівля жіночої «Червоної» гімназії споруджена на рубежі XIX – XX століть. Двоповерхова, з високими вікнами, масивними колонами біля входу. Тепер це корпус Донбаського державного педагогічного університету.

- № 13 — двоповерхова будівля 1953 року побудови. Використовувалася як адміністративна будівля. Зараз тут знаходиться адміністрація КП «Вода Донбасу». У майбутньому стане пам'яткою архітектури міста, зараз на розгляді.Будинок лікаря Тітова

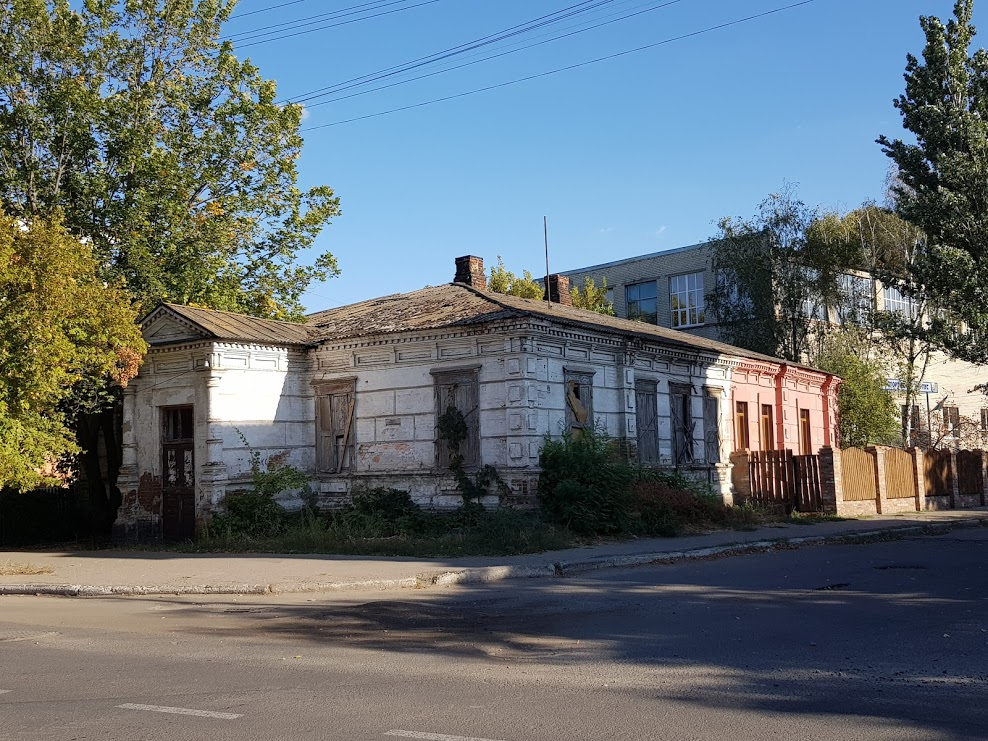
Будинок лікаря Тітова

- № 14 — будинок Кистяковського, споруджений у 1850-х роках. Просте оздоблення, стиль класицизм. Зараз житловий будинок. У майбутньому стане пам'яткою архітектури міста, зараз на розгляді.
- № 16 — житловий трьохповерховий будинок 1954 року побудови. У майбутньому стане пам'яткою архітектури міста, зараз на розгляді.
- № 18 — пам'ятка архітектури міста № 10. Особняк споруди початку XX століття, який належав спочатку власнику кондитерської фабрики Михайловському, а потім Кузнєцову – власнику солеварочного, цегляного і фарфорового заводів. Зараз тут Травматологічне відділення дитячої лікарні.
- № 20 — дім П'ятирубльова, споруджений у 1850-х роках. Просте оздоблення, стиль класицизм. Зараз житловий будинок.
- № 43 — відомчий будинок заводу «Славтяжмаш». Збудований в середині ХХ століття з червоної цегли, має два під'їзди, 4 поверхи. У майбутньому стане пам'яткою архітектури міста, зараз на розгляді.
- № 47 — одноповерховий особняк був побудований на початку ХХ століття Грушком. Другий поверх надбудовано у 1960-х роках. У майбутньому стане пам'яткою архітектури міста, зараз на розгляді.
- № 49 — особняк Кудинова, споруджений у 1850-х роках. Просте цікаве, стиль класицизм. Зараз комерційна будівля. У майбутньому стане пам'яткою архітектури міста, зараз на розгляді.
- № 59 — дім, збудований у 1954 році. Будівлю хочуть включити до пам'ятників архітектури Слов'янська.
- № 60 — Пам'ятка архітектури міста № 11. Будівля колишніх Дворянських зборів, збудована в 1912 році. Архітектор — Є.М. Сердюк, головний будівельник — С.В. Котляревський. В 20-40-х роках ХХ століття тут знаходився драматичний театр імені Маяковського. З 1950-х і до 2014 — «Палац культури ім. В. І. Леніна». Багато випуклих частин, які утворюють невеличкі вежі, еркер, що нависає, різні схили покрівель, роблять цю будівлю схожою на старовинний палац. На жаль, під час радянської влади історична будівля була спотворена шубою.

Цією будівлею закінчилася забудова вулиці.